# Qiaowanlong
Qiaowanlong é um gênero de dinossauro saurópode do período Cretáceo Inferior de Gansu, China. Há uma única espécie descrita para o gênero Qiaowanlong kangxii.